# Sunntigerspitze
Sunntigerspitze är en bergstopp i Österrike.   Den ligger i distriktet Innsbruck-Land och förbundslandet Tyrolen, i den västra delen av landet, 400 km väster om huvudstaden Wien. Toppen på Sunntigerspitze är 2 321 meter över havet, eller 69 meter över den omgivande terrängen. Bredden vid basen är 0,06 km.
Terrängen runt Sunntigerspitze är huvudsakligen mycket bergig. Runt Sunntigerspitze är det ganska tätbefolkat, med 58 invånare per kvadratkilometer.. Närmaste större samhälle är Innsbruck, 13,1 km sydväst om Sunntigerspitze. 
Trakten runt Sunntigerspitze består i huvudsak av gräsmarker.